# Magdalena Daniel
Magdalena Daniel (ur. 3 listopada 1989 w Katowicach) – polska aktorka i wokalistka.

## Życiorys

### Dzieciństwo i młodość
Urodzona w Katowicach, ukończyła 3 LO im. Stefana Batorego w Chorzowie (klasa kulturoznawczo-teatralna). Absolwentka Studia Aktorskiego ART-PLAY Doroty Pomykały i Danuty Schlette. W 2007 roku finalistka Festiwalu Ewentualnych Talentów Aktorskich we Wrocławiu (ze swoim monodramem SI’ACH). Za namową komisji podjęła decyzję, by zdawać do szkoły teatralnej.

### Wykształcenie
Ukończyła studia na Akademii Teatralnej im. Aleksandra Zelwerowicza w Warszawie (wydział sztuki lalkarskiej w Białymstoku, kierunek aktorski, dyplom 2013) oraz Pierwszą Prywatną Szkołę Muzyczną drugiego stopnia (Wydział Jazzu i Muzyki Rozrywkowej, klasa wokalna prof. Marty Wilk i prof. Marty Złotnickiej-Godereckiej, dyplom 2016). Została absolwentką Diecezjalnego Studium Organistowskiego w klasie dra Michała Przygodzkiego i s. Hanny Szmigielskiej. (dyplom 2020) oraz Kursu Produkcji Muzycznej w Music Laboratory w Warszawie (w 2020) i absolwentką Programu RBC Master Business Trenning Kamili Rowińskiej. Jest stypendystką Funduszu Wspierania Twórczości ZAiKS (2019).

### Kariera teatralna
Zadebiutowała w spektaklu "Na Arce o ósmej" w reżyserii Petr Nosalek (2012) i przez następne 6 lat związana była ze scenami w Kielcach (Teatr Lalki i Aktora "Kubuś" w Kielcach, Teatr "Bulwarowy", Stowarzyszenie Teatr TETATET). Przez 6 lat była asystentką w Akademii Teatralnej w Warszawie, na wydziale w Białymstoku. Współpracuje z Teatrem TETATET.

### Kariera muzyczna
W 2015 roku wraz z Danielą Karwowską zaczęła koncertować w Polsce ze swoim recitalem Natural Woman. W tym samym roku nagrała piosenkę do spektaklu Misiaczek (reż. Marta Guśniowska) dla Teatru Lalki i Aktora „Kubuś” w Kielcach.
W 2018 roku wydała swoją debiutancką płytę „Poetic Syntetic”. Płyta została sfinansowania między innymi ze środków ze zbiórki w serwisie Polakpotrafi.pl. We wrześniu 2020 roku w platformach streamingowych wydany został singiel „Preludium” z płyty #Konopadakopa.
Jest właścicielką szkoły muzycznej Love Music.

## Filmografia

### Jako aktor
Teatr
- Teatr Lalki i Aktora „Kubuś” w Kielcach[11]:
  - 2012: Na Arce o ósmej jako Pingwin II; reżyseria: Petr Nosálek
  - 2013: Kopciuszek jako Kopciuszek; reżyseria: Ireneusz Maciejewski
  - 2013: Amelka, Bóbr i Król na dachu jako Amelka; reżyseria: Robert Drobniuch
  - 2013: Calineczka jako Jaskółka, Kobieta, Rybka, Mysz, Chrabąszczówna; reżyseria: Ewa Sokół-Malesza
  - 2013: Przygoda Piotrusia Mniamucha jako Madzia, Układ Kostny; reżyseria: Laura Słabińska
  - 2013: Jasno/Ciemno jako Ciemno; reżyseria: Honorata Mierzejewska-Mikosza
  - 2014: O Pryszczycerzu i królewnie Pięknotce jako Królewna Pięknotka; reżyseria: Piotr Jędrzejczak
  - 2014: Kosmiczna sprawa jako Dziewczynka; reżyseria: Agata Biziuk
  - 2015: Dziadki, dziatki jako Asystentka Jola, reżyseria: Marek Zakostelecký
  - 2015: Biały klaun jako Dziewczyna; reżyseria: Ewa Piotrowska
  - 2016: A niech to Gęś kopnie! jako Zajączek II, Zajączek III oraz Gęś I; reżyseria: Robert Drobniuch
  - 2016: W butach. Kot w butach jako Klaudynka; reżyseria: Piotr Ziniewicz
  - 2016: Nasz Teatr Elżbieta Chowaniec jako Mariola; reżyseria: Robert Drobniuch
  - 2016: O Wilku i Czerwonym Kapturku jako Czerwony Kapturek, Zajączek, Narrator III; reżyseria: Przemysław Żmiejko
  - 2017: Wojna, która zmieniła Rondo jako Iskierka; reżyseria: Judyta Berłowska
  - 2017: My się mamy nie słuchamy jako Myrmekolog; reżyseria: Ireneusz Maciejewski
  - 2017: Akademia Pani Beksy jako Bożenka; reżyseria: Robert Drobniuch
  - 2017: Kapitan Porządek jako Kapitan Porządek; reżyseria: Przemysław Żmiejko
  - 2018: Pan Maluśkiewicz i wieloryb jako Pan Maluśkiewicz; reżyseria: Krzysztof Zemło

- Teatr TeTaTeT w Kielcach[11]:
  - 2018: Umrzeć ze śmiechu jako Rachel; reżyseria: Bieliński Mirosław
  - 2019: #KochajmySię jako Eugenia; reżyseria: Bieliński Mirosław

## Dyskografia
Albumy studyjne
| Rok  | Dane dot. albumu                                                                     |
| ---- | ------------------------------------------------------------------------------------ |
| 2018 | Poetic Syntetic - Wydany: 28 września 2018 - Format: Digital download, streaming, CD |

Single
- 2020: „Preludium”